# Tour de Murcie 2024
La 44e édition du Tour de Murcie a lieu le 10 février 2024, sur un parcours de 198,7 kilomètres tracé entre Alhama de Murcia et Murcie. La course fait partie du calendrier UCI Europe Tour 2024 en catégorie 1.1.
L'épreuve est remportée en solitaire par l'Australien Ben O'Connor de Decathlon-AG2R La Mondiale,.

## Équipes participantes
19 équipes participent à la course - 9 WorldTeams, 9 ProTeams et 1 équipe continentale :
| WorldTeams (9)- Bora-Hansgrohe - Cofidis - Decathlon-AG2R La Mondiale - Groupama-FDJ - Ineos Grenadiers - Intermarché-Wanty - Movistar Team - Team Visma \| Lease a Bike - UAE Team Emirates ProTeams (9)- Burgos-BH - Caja Rural-Seguros RGA - Euskaltel-Euskadi - Equipo Kern Pharma - Lotto Dstny - Q36.5 Pro Cycling Team - Team Flanders-Baloise - TotalEnergies - Tudor Pro Cycling Team Équipe continentale- Illes Balears Arabay Cycling |
| |

## Classement final
| \| Classement général \| Classement général \| Classement général \| Classement général \| Classement général \| \| Coureur \| Coureur \| Pays \| Équipe \| Temps \| \| ------------------ \| ------------------ \| ------------------ \| -------------------------- \| ------------------ \| \| 1er \| Ben O'Connor \| Australie \| Decathlon-AG2R La Mondiale \| 4 h 50 min 59 s \| \| 2e \| Jan Tratnik \| Slovénie \| Team Visma \\| Lease a Bike \| + 58 s \| \| 3e \| Tim Wellens \| Belgique \| UAE Team Emirates \| + 59 s \| \| 4e \| Michał Kwiatkowski \| Pologne \| Ineos Grenadiers \| + 1 min 27 s \| \| 5e \| Valentin Madouas \| France \| Groupama-FDJ \| + 1 min 45 s \| \| 6e \| Sergio Higuita \| Colombie \| Bora-Hansgrohe \| + 1 min 45 s \| \| 7e \| Alessandro Covi \| Italie \| UAE Team Emirates \| + 1 min 45 s \| \| 8e \| Steff Cras \| Belgique \| TotalEnergies \| + 1 min 45 s \| \| 9e \| Mick van Dijke \| Pays-Bas \| Team Visma \\| Lease a Bike \| + 1 min 45 s \| \| 10e \| Gianluca Brambilla \| Italie \| Q36.5 Pro Cycling Team \| + 1 min 45 s \| |                    |           |                            |                 |
| |                    |           |                            |                 |
| Source : ProCyclingStats |                    |           |                            |                 |
| Classement général |                    |           |                            |                 |
| Coureur | Coureur            | Pays      | Équipe                     | Temps           |
| 1er | Ben O'Connor       | Australie | Decathlon-AG2R La Mondiale | 4 h 50 min 59 s |
| 2e | Jan Tratnik        | Slovénie  | Team Visma \| Lease a Bike | + 58 s          |
| 3e | Tim Wellens        | Belgique  | UAE Team Emirates          | + 59 s          |
| 4e | Michał Kwiatkowski | Pologne   | Ineos Grenadiers           | + 1 min 27 s    |
| 5e | Valentin Madouas   | France    | Groupama-FDJ               | + 1 min 45 s    |
| 6e | Sergio Higuita     | Colombie  | Bora-Hansgrohe             | + 1 min 45 s    |
| 7e | Alessandro Covi    | Italie    | UAE Team Emirates          | + 1 min 45 s    |
| 8e | Steff Cras         | Belgique  | TotalEnergies              | + 1 min 45 s    |
| 9e | Mick van Dijke     | Pays-Bas  | Team Visma \| Lease a Bike | + 1 min 45 s    |
| 10e | Gianluca Brambilla | Italie    | Q36.5 Pro Cycling Team     | + 1 min 45 s    |

## Liste des participants
| Ineos Grenadiers IGD | Ineos Grenadiers IGD     | Ineos Grenadiers IGD |
| -------------------- | ------------------------ | -------------------- |
| Num                  | Coureur                  | Pos                  |
| 1                    | Ben Turner (GBR)         | 48e                  |
| 2                    | Andrew August (USA)      | 52e                  |
| 3                    | Ethan Hayter (GBR)       | AB                   |
| 4                    | Michael Leonard (CAN)    | AB                   |
| 5                    | Michał Kwiatkowski (POL) | 4e                   |
| 6                    | Salvatore Puccio (ITA)   | 64e                  |
| 7                    | Omar Fraile (ESP)        | 27e                  |

| UAE Team Emirates UAD | UAE Team Emirates UAD     | UAE Team Emirates UAD |
| --------------------- | ------------------------- | --------------------- |
| Num                   | Coureur                   | Pos                   |
| 11                    | Alessandro Covi (ITA)     | 7e                    |
| 12                    | Igor Arrieta (ESP)        | 13e                   |
| 13                    | Luca Giaimi (ITA)         | AB                    |
| 14                    | Jonathan Guatibonza (COL) | AB                    |
| 15                    | Rafał Majka (POL)         | 61e                   |
| 16                    | Domen Novak (SLO)         | AB                    |
| 17                    | Tim Wellens (BEL)         | 3e                    |

| Team Visma \| Lease a Bike TVL | Team Visma \| Lease a Bike TVL | Team Visma \| Lease a Bike TVL |
| ------------------------------ | ------------------------------ | ------------------------------ |
| Num                            | Coureur                        | Pos                            |
| 21                             | Sepp Kuss (USA)                | 36e                            |
| 22                             | Robert Gesink (NED)            | 59e                            |
| 23                             | Mick van Dijke (NED)           | 9e                             |
| 24                             | Loe van Belle (NED)            | 34e                            |
| 25                             | Per Strand Hagenes (NOR)       | 33e                            |
| 26                             | Tosh Van der Sande (BEL)       | 69e                            |
| 27                             | Jan Tratnik (SLO)              | 2e                             |

| Movistar Team MOV | Movistar Team MOV               | Movistar Team MOV |
| ----------------- | ------------------------------- | ----------------- |
| Num               | Coureur                         | Pos               |
| 31                | Jorge Arcas (ESP)               | 65e               |
| 32                | William Barta (USA)             | 17e               |
| 33                | Rémi Cavagna (FRA)              | 45e               |
| 34                | Javier Romo (ESP)               | AB                |
| 35                | Gregor Mühlberger (AUT) (route) | 32e               |
| 36                | Mathias Norsgaard (DEN)         | 46e               |
| 37                | Gonzalo Serrano (ESP)           | 21e               |

| Cofidis COF | Cofidis COF           | Cofidis COF |
| ----------- | --------------------- | ----------- |
| Num         | Coureur               | Pos         |
| 41          | Ion Izagirre (ESP)    | 12e         |
| 42          | Piet Allegaert (BEL)  | AB          |
| 43          | Rubén Fernández (ESP) | 54e         |
| 44          | Milan Fretin (BEL)    | AB          |
| 45          | Gorka Izagirre (ESP)  | 28e         |
| 46          | Axel Mariault (FRA)   | 58e         |

| Intermarché-Wanty IWA | Intermarché-Wanty IWA  | Intermarché-Wanty IWA |
| --------------------- | ---------------------- | --------------------- |
| Num                   | Coureur                | Pos                   |
| 51                    | Arne Marit (BEL)       | 30e                   |
| 52                    | Zeno Moonen (BEL)      | AB                    |
| 53                    | Hugo Page (FRA)        | 16e                   |
| 54                    | Adrien Petit (FRA)     | AB                    |
| 55                    | Sacha Prestianni (BEL) | 50e                   |
| 56                    | Gijs Van Hoecke (BEL)  | AB                    |
| 57                    | Boy van Poppel (NED)   | AB                    |

| Groupama-FDJ GFC | Groupama-FDJ GFC               | Groupama-FDJ GFC |
| ---------------- | ------------------------------ | ---------------- |
| Num              | Coureur                        | Pos              |
| 61               | Lewis Askey (GBR)              | 25e              |
| 62               | Cyril Barthe (FRA)             | AB               |
| 63               | Olivier Le Gac (FRA)           | 63e              |
| 64               | Valentin Madouas (FRA) (route) | 5e               |
| 65               | Clément Russo (FRA)            | 44e              |
| 66               | Marc Sarreau (FRA)             | AB               |
| 67               | Noah Hobbs (GBR)               | AB               |

| Bora-Hansgrohe BOH | Bora-Hansgrohe BOH          | Bora-Hansgrohe BOH |
| ------------------ | --------------------------- | ------------------ |
| Num                | Coureur                     | Pos                |
| 71                 | Bob Jungels (LUX)           | 18e                |
| 72                 | Sergio Higuita (COL)        | 6e                 |
| 73                 | Daniel Martínez (COL)       | 14e                |
| 74                 | Jordi Meeus (BEL)           | AB                 |
| 75                 | Maximilian Schachmann (GER) | 41e                |
| 76                 | Marco Haller (AUT)          | AB                 |
| 77                 | Alexander Hajek (AUT)       | 56e                |

| Decathlon-AG2R La Mondiale DAT | Decathlon-AG2R La Mondiale DAT | Decathlon-AG2R La Mondiale DAT |
| ------------------------------ | ------------------------------ | ------------------------------ |
| Num                            | Coureur                        | Pos                            |
| 81                             | Jordan Labrosse (FRA)          | 60e                            |
| 82                             | Valentin Retailleau (FRA)      | AB                             |
| 83                             | Paul Lapeira (FRA)             | 24e                            |
| 84                             | Ben O'Connor (AUS)             | 1er                            |
| 85                             | Nicolas Prodhomme (FRA)        | 26e                            |
| 86                             | Bastien Tronchon (FRA)         | AB                             |
| 87                             | Andrea Vendrame (ITA)          | 22e                            |

| Equipo Kern Pharma EKP | Equipo Kern Pharma EKP   | Equipo Kern Pharma EKP |
| ---------------------- | ------------------------ | ---------------------- |
| Num                    | Coureur                  | Pos                    |
| 91                     | Antonio Jesús Soto (ESP) | 19e                    |
| 92                     | Pau Miquel (ESP)         | AB                     |
| 93                     | Diego Uriarte (ESP)      | AB                     |
| 94                     | Francisco Galván (ESP)   | AB                     |
| 95                     | Álex Jaime (ESP)         | AB                     |
| 96                     | Martí Márquez (ESP)      | AB                     |
| 97                     | Eugenio Sánchez (ESP)    | AB                     |

| Caja Rural-Seguros RGA CJR | Caja Rural-Seguros RGA CJR    | Caja Rural-Seguros RGA CJR |
| -------------------------- | ----------------------------- | -------------------------- |
| Num                        | Coureur                       | Pos                        |
| 101                        | Orluis Aular (VEN) (route)    | 42e                        |
| 102                        | Fernando Barceló (ESP)        | AB                         |
| 103                        | Sebastian Berwick (AUS)       | AB                         |
| 104                        | Jefferson Cepeda (ECU)        | 35e                        |
| 105                        | Samuel Fernández García (ESP) | AB                         |
| 106                        | Joel Nicolau (ESP)            | 31e                        |
| 107                        | Mulu Hailemichael (ETH)       | AB                         |

| Euskaltel-Euskadi EUS | Euskaltel-Euskadi EUS          | Euskaltel-Euskadi EUS |
| --------------------- | ------------------------------ | --------------------- |
| Num                   | Coureur                        | Pos                   |
| 111                   | Enekoitz Azparren (ESP)        | 62e                   |
| 112                   | Xabier Berasategi (ESP)        | 39e                   |
| 113                   | Joan Bou (ESP)                 | 20e                   |
| 114                   | Unai Cuadrado (ESP)            | AB                    |
| 115                   | Mikel Iturria (ESP)            | 38e                   |
| 116                   | Luis Ángel Maté (ESP)          | 53e                   |
| 117                   | Andoni López de Abetxuko (ESP) | AB                    |

| Burgos-BH BBH | Burgos-BH BBH                  | Burgos-BH BBH |
| ------------- | ------------------------------ | ------------- |
| Num           | Coureur                        | Pos           |
| 121           | Sinuhé Fernández (ESP)         | AB            |
| 122           | Geórgios Boúglas (GRE) (route) | AB            |
| 123           | Ander Okamika (ESP)            | 57e           |
| 124           | Antonio Angulo (ESP)           | AB            |
| 125           | Eric Fagúndez (URU)            | 67e           |
| 126           | Karel Vacek (CZE)              | AB            |
| 127           | José Manuel Díaz (ESP)         | 66e           |

| Lotto Dstny LTD | Lotto Dstny LTD          | Lotto Dstny LTD |
| --------------- | ------------------------ | --------------- |
| Num             | Coureur                  | Pos             |
| 131             | Arnaud De Lie (BEL)      | AB              |
| 132             | Cédric Beullens (BEL)    | 29e             |
| 133             | Jasper De Buyst (BEL)    | 37e             |
| 134             | Sylvain Moniquet (BEL)   | 23e             |
| 135             | Mathijs Paasschens (NED) | AB              |
| 136             | Jarne Van de Paar (BEL)  | AB              |
| 137             | Florian Vermeersch (BEL) | AB              |

| TotalEnergies TEN | TotalEnergies TEN       | TotalEnergies TEN |
| ----------------- | ----------------------- | ----------------- |
| Num               | Coureur                 | Pos               |
| 141               | Steff Cras (BEL)        | 8e                |
| 142               | Thomas Gachignard (FRA) | 47e               |
| 143               | Émilien Jeannière (FRA) | AB                |
| 144               | Jordan Jegat (FRA)      | AB                |
| 146               | Baptiste Vadic (FRA)    | AB                |
| 147               | Dries Van Gestel (BEL)  | 49e               |

| Team Flanders-Baloise TFB | Team Flanders-Baloise TFB | Team Flanders-Baloise TFB |
| ------------------------- | ------------------------- | ------------------------- |
| Num                       | Coureur                   | Pos                       |
| 151                       | Kamiel Bonneu (BEL)       | AB                        |
| 152                       | Toon Clynhens (BEL)       | AB                        |
| 153                       | Elias Maris (BEL)         | 51e                       |
| 154                       | Vincent Van Hemelen (BEL) | AB                        |
| 155                       | Yentl Vandevelde (BEL)    | AB                        |
| 156                       | Ward Vanhoof (BEL)        | AB                        |
| 157                       | Victor Vercouillie (BEL)  | AB                        |

| Q36.5 Pro Cycling Team Q36 | Q36.5 Pro Cycling Team Q36 | Q36.5 Pro Cycling Team Q36 |
| -------------------------- | -------------------------- | -------------------------- |
| Num                        | Coureur                    | Pos                        |
| 161                        | Gianluca Brambilla (ITA)   | 10e                        |
| 162                        | Marcel Camprubí (ESP)      | AB                         |
| 163                        | David de la Cruz (ESP)     | 68e                        |
| 164                        | Mark Donovan (GBR)         | 11e                        |
| 165                        | Nicolò Parisini (ITA)      | AB                         |
| 166                        | Tobias Ludvigsson (SWE)    | 40e                        |
| 167                        | Rory Townsend (IRL)        | AB                         |

| Tudor Pro Cycling Team TUD | Tudor Pro Cycling Team TUD     | Tudor Pro Cycling Team TUD |
| -------------------------- | ------------------------------ | -------------------------- |
| Num                        | Coureur                        | Pos                        |
| 171                        | Sebastian Kolze Changizi (DEN) | AB                         |
| 172                        | Juan David Sierra (ITA)        | AB                         |
| 173                        | Robin Froidevaux (SUI)         | AB                         |
| 175                        | Petr Kelemen (CZE)             | AB                         |
| 176                        | Alexander Krieger (GER)        | 43e                        |
| 177                        | Matteo Trentin (ITA)           | 15e                        |

| Illes Balears Arabay Cycling IBA | Illes Balears Arabay Cycling IBA | Illes Balears Arabay Cycling IBA |
| -------------------------------- | -------------------------------- | -------------------------------- |
| Num                              | Coureur                          | Pos                              |
| 181                              | Alex Molenaar (NED)              | AB                               |
| 182                              | Edgar Curto (ESP)                | AB                               |
| 183                              | Arnau Gilabert (ESP)             | AB                               |
| 184                              | Joan Albert Riera (ESP)          | AB                               |
| 185                              | Asier Pablo González (ESP)       | AB                               |
| 186                              | Pau Llaneras (ESP)               | AB                               |
| 187                              | José María García Soriano (ESP)  | 55e                              |

| Ineos Grenadiers IGD | Ineos Grenadiers IGD     | Ineos Grenadiers IGD |
| -------------------- | ------------------------ | -------------------- |
| Num                  | Coureur                  | Pos                  |
| 1                    | Ben Turner (GBR)         | 48e                  |
| 2                    | Andrew August (USA)      | 52e                  |
| 3                    | Ethan Hayter (GBR)       | AB                   |
| 4                    | Michael Leonard (CAN)    | AB                   |
| 5                    | Michał Kwiatkowski (POL) | 4e                   |
| 6                    | Salvatore Puccio (ITA)   | 64e                  |
| 7                    | Omar Fraile (ESP)        | 27e                  |

| UAE Team Emirates UAD | UAE Team Emirates UAD     | UAE Team Emirates UAD |
| --------------------- | ------------------------- | --------------------- |
| Num                   | Coureur                   | Pos                   |
| 11                    | Alessandro Covi (ITA)     | 7e                    |
| 12                    | Igor Arrieta (ESP)        | 13e                   |
| 13                    | Luca Giaimi (ITA)         | AB                    |
| 14                    | Jonathan Guatibonza (COL) | AB                    |
| 15                    | Rafał Majka (POL)         | 61e                   |
| 16                    | Domen Novak (SLO)         | AB                    |
| 17                    | Tim Wellens (BEL)         | 3e                    |

| Team Visma \| Lease a Bike TVL | Team Visma \| Lease a Bike TVL | Team Visma \| Lease a Bike TVL |
| ------------------------------ | ------------------------------ | ------------------------------ |
| Num                            | Coureur                        | Pos                            |
| 21                             | Sepp Kuss (USA)                | 36e                            |
| 22                             | Robert Gesink (NED)            | 59e                            |
| 23                             | Mick van Dijke (NED)           | 9e                             |
| 24                             | Loe van Belle (NED)            | 34e                            |
| 25                             | Per Strand Hagenes (NOR)       | 33e                            |
| 26                             | Tosh Van der Sande (BEL)       | 69e                            |
| 27                             | Jan Tratnik (SLO)              | 2e                             |

| Movistar Team MOV | Movistar Team MOV               | Movistar Team MOV |
| ----------------- | ------------------------------- | ----------------- |
| Num               | Coureur                         | Pos               |
| 31                | Jorge Arcas (ESP)               | 65e               |
| 32                | William Barta (USA)             | 17e               |
| 33                | Rémi Cavagna (FRA)              | 45e               |
| 34                | Javier Romo (ESP)               | AB                |
| 35                | Gregor Mühlberger (AUT) (route) | 32e               |
| 36                | Mathias Norsgaard (DEN)         | 46e               |
| 37                | Gonzalo Serrano (ESP)           | 21e               |

| Cofidis COF | Cofidis COF           | Cofidis COF |
| ----------- | --------------------- | ----------- |
| Num         | Coureur               | Pos         |
| 41          | Ion Izagirre (ESP)    | 12e         |
| 42          | Piet Allegaert (BEL)  | AB          |
| 43          | Rubén Fernández (ESP) | 54e         |
| 44          | Milan Fretin (BEL)    | AB          |
| 45          | Gorka Izagirre (ESP)  | 28e         |
| 46          | Axel Mariault (FRA)   | 58e         |

| Intermarché-Wanty IWA | Intermarché-Wanty IWA  | Intermarché-Wanty IWA |
| --------------------- | ---------------------- | --------------------- |
| Num                   | Coureur                | Pos                   |
| 51                    | Arne Marit (BEL)       | 30e                   |
| 52                    | Zeno Moonen (BEL)      | AB                    |
| 53                    | Hugo Page (FRA)        | 16e                   |
| 54                    | Adrien Petit (FRA)     | AB                    |
| 55                    | Sacha Prestianni (BEL) | 50e                   |
| 56                    | Gijs Van Hoecke (BEL)  | AB                    |
| 57                    | Boy van Poppel (NED)   | AB                    |

| Groupama-FDJ GFC | Groupama-FDJ GFC               | Groupama-FDJ GFC |
| ---------------- | ------------------------------ | ---------------- |
| Num              | Coureur                        | Pos              |
| 61               | Lewis Askey (GBR)              | 25e              |
| 62               | Cyril Barthe (FRA)             | AB               |
| 63               | Olivier Le Gac (FRA)           | 63e              |
| 64               | Valentin Madouas (FRA) (route) | 5e               |
| 65               | Clément Russo (FRA)            | 44e              |
| 66               | Marc Sarreau (FRA)             | AB               |
| 67               | Noah Hobbs (GBR)               | AB               |

| Bora-Hansgrohe BOH | Bora-Hansgrohe BOH          | Bora-Hansgrohe BOH |
| ------------------ | --------------------------- | ------------------ |
| Num                | Coureur                     | Pos                |
| 71                 | Bob Jungels (LUX)           | 18e                |
| 72                 | Sergio Higuita (COL)        | 6e                 |
| 73                 | Daniel Martínez (COL)       | 14e                |
| 74                 | Jordi Meeus (BEL)           | AB                 |
| 75                 | Maximilian Schachmann (GER) | 41e                |
| 76                 | Marco Haller (AUT)          | AB                 |
| 77                 | Alexander Hajek (AUT)       | 56e                |

| Decathlon-AG2R La Mondiale DAT | Decathlon-AG2R La Mondiale DAT | Decathlon-AG2R La Mondiale DAT |
| ------------------------------ | ------------------------------ | ------------------------------ |
| Num                            | Coureur                        | Pos                            |
| 81                             | Jordan Labrosse (FRA)          | 60e                            |
| 82                             | Valentin Retailleau (FRA)      | AB                             |
| 83                             | Paul Lapeira (FRA)             | 24e                            |
| 84                             | Ben O'Connor (AUS)             | 1er                            |
| 85                             | Nicolas Prodhomme (FRA)        | 26e                            |
| 86                             | Bastien Tronchon (FRA)         | AB                             |
| 87                             | Andrea Vendrame (ITA)          | 22e                            |

| Equipo Kern Pharma EKP | Equipo Kern Pharma EKP   | Equipo Kern Pharma EKP |
| ---------------------- | ------------------------ | ---------------------- |
| Num                    | Coureur                  | Pos                    |
| 91                     | Antonio Jesús Soto (ESP) | 19e                    |
| 92                     | Pau Miquel (ESP)         | AB                     |
| 93                     | Diego Uriarte (ESP)      | AB                     |
| 94                     | Francisco Galván (ESP)   | AB                     |
| 95                     | Álex Jaime (ESP)         | AB                     |
| 96                     | Martí Márquez (ESP)      | AB                     |
| 97                     | Eugenio Sánchez (ESP)    | AB                     |

| Caja Rural-Seguros RGA CJR | Caja Rural-Seguros RGA CJR    | Caja Rural-Seguros RGA CJR |
| -------------------------- | ----------------------------- | -------------------------- |
| Num                        | Coureur                       | Pos                        |
| 101                        | Orluis Aular (VEN) (route)    | 42e                        |
| 102                        | Fernando Barceló (ESP)        | AB                         |
| 103                        | Sebastian Berwick (AUS)       | AB                         |
| 104                        | Jefferson Cepeda (ECU)        | 35e                        |
| 105                        | Samuel Fernández García (ESP) | AB                         |
| 106                        | Joel Nicolau (ESP)            | 31e                        |
| 107                        | Mulu Hailemichael (ETH)       | AB                         |

| Euskaltel-Euskadi EUS | Euskaltel-Euskadi EUS          | Euskaltel-Euskadi EUS |
| --------------------- | ------------------------------ | --------------------- |
| Num                   | Coureur                        | Pos                   |
| 111                   | Enekoitz Azparren (ESP)        | 62e                   |
| 112                   | Xabier Berasategi (ESP)        | 39e                   |
| 113                   | Joan Bou (ESP)                 | 20e                   |
| 114                   | Unai Cuadrado (ESP)            | AB                    |
| 115                   | Mikel Iturria (ESP)            | 38e                   |
| 116                   | Luis Ángel Maté (ESP)          | 53e                   |
| 117                   | Andoni López de Abetxuko (ESP) | AB                    |

| Burgos-BH BBH | Burgos-BH BBH                  | Burgos-BH BBH |
| ------------- | ------------------------------ | ------------- |
| Num           | Coureur                        | Pos           |
| 121           | Sinuhé Fernández (ESP)         | AB            |
| 122           | Geórgios Boúglas (GRE) (route) | AB            |
| 123           | Ander Okamika (ESP)            | 57e           |
| 124           | Antonio Angulo (ESP)           | AB            |
| 125           | Eric Fagúndez (URU)            | 67e           |
| 126           | Karel Vacek (CZE)              | AB            |
| 127           | José Manuel Díaz (ESP)         | 66e           |

| Lotto Dstny LTD | Lotto Dstny LTD          | Lotto Dstny LTD |
| --------------- | ------------------------ | --------------- |
| Num             | Coureur                  | Pos             |
| 131             | Arnaud De Lie (BEL)      | AB              |
| 132             | Cédric Beullens (BEL)    | 29e             |
| 133             | Jasper De Buyst (BEL)    | 37e             |
| 134             | Sylvain Moniquet (BEL)   | 23e             |
| 135             | Mathijs Paasschens (NED) | AB              |
| 136             | Jarne Van de Paar (BEL)  | AB              |
| 137             | Florian Vermeersch (BEL) | AB              |

| TotalEnergies TEN | TotalEnergies TEN       | TotalEnergies TEN |
| ----------------- | ----------------------- | ----------------- |
| Num               | Coureur                 | Pos               |
| 141               | Steff Cras (BEL)        | 8e                |
| 142               | Thomas Gachignard (FRA) | 47e               |
| 143               | Émilien Jeannière (FRA) | AB                |
| 144               | Jordan Jegat (FRA)      | AB                |
| 146               | Baptiste Vadic (FRA)    | AB                |
| 147               | Dries Van Gestel (BEL)  | 49e               |

| Team Flanders-Baloise TFB | Team Flanders-Baloise TFB | Team Flanders-Baloise TFB |
| ------------------------- | ------------------------- | ------------------------- |
| Num                       | Coureur                   | Pos                       |
| 151                       | Kamiel Bonneu (BEL)       | AB                        |
| 152                       | Toon Clynhens (BEL)       | AB                        |
| 153                       | Elias Maris (BEL)         | 51e                       |
| 154                       | Vincent Van Hemelen (BEL) | AB                        |
| 155                       | Yentl Vandevelde (BEL)    | AB                        |
| 156                       | Ward Vanhoof (BEL)        | AB                        |
| 157                       | Victor Vercouillie (BEL)  | AB                        |

| Q36.5 Pro Cycling Team Q36 | Q36.5 Pro Cycling Team Q36 | Q36.5 Pro Cycling Team Q36 |
| -------------------------- | -------------------------- | -------------------------- |
| Num                        | Coureur                    | Pos                        |
| 161                        | Gianluca Brambilla (ITA)   | 10e                        |
| 162                        | Marcel Camprubí (ESP)      | AB                         |
| 163                        | David de la Cruz (ESP)     | 68e                        |
| 164                        | Mark Donovan (GBR)         | 11e                        |
| 165                        | Nicolò Parisini (ITA)      | AB                         |
| 166                        | Tobias Ludvigsson (SWE)    | 40e                        |
| 167                        | Rory Townsend (IRL)        | AB                         |

| Tudor Pro Cycling Team TUD | Tudor Pro Cycling Team TUD     | Tudor Pro Cycling Team TUD |
| -------------------------- | ------------------------------ | -------------------------- |
| Num                        | Coureur                        | Pos                        |
| 171                        | Sebastian Kolze Changizi (DEN) | AB                         |
| 172                        | Juan David Sierra (ITA)        | AB                         |
| 173                        | Robin Froidevaux (SUI)         | AB                         |
| 175                        | Petr Kelemen (CZE)             | AB                         |
| 176                        | Alexander Krieger (GER)        | 43e                        |
| 177                        | Matteo Trentin (ITA)           | 15e                        |

| Illes Balears Arabay Cycling IBA | Illes Balears Arabay Cycling IBA | Illes Balears Arabay Cycling IBA |
| -------------------------------- | -------------------------------- | -------------------------------- |
| Num                              | Coureur                          | Pos                              |
| 181                              | Alex Molenaar (NED)              | AB                               |
| 182                              | Edgar Curto (ESP)                | AB                               |
| 183                              | Arnau Gilabert (ESP)             | AB                               |
| 184                              | Joan Albert Riera (ESP)          | AB                               |
| 185                              | Asier Pablo González (ESP)       | AB                               |
| 186                              | Pau Llaneras (ESP)               | AB                               |
| 187                              | José María García Soriano (ESP)  | 55e                              |